# Joaquim de Matos Vieira
Joaquim de Matos Vieira, primeiro e único barão de Matos Vieira (Rio de Janeiro, 12 de novembro de 1836 — Paris, 28 de março de 1908), foi um nobre brasileiro.
Foi comissário de café no Rio de Janeiro. Casado com Ana Elisa de Oliveira Martins. Foi sepultado no Cemitério Père Lachaise, em Paris.
Agraciado barão em 6 de abril de 1889.